# Kathleen Blanco
Kathleen Babineaux Blanco (New Iberia,15 de dezembro de 1942 - Lafayette,18 de agosto de 2019) foi a 54º governadora da Luisiana e exerceu o cargo de julho de 2004 até julho de 2008. Ela foi a primeira mulher a ser eleita para o cargo de governador da Louisiana.
Em março de 2007, Kathleen Blanco anunciou que não iria tentar a reeleição novamente.

## Vida e Carreira
Kathleen Blanco nasceu em Nova Iberia, filha de Luís Babineaux e de Lucille Fremin. O avô de Blanco foi um agricultor e a família possuía uma loja. Em 1964, Blanco se formou. Em 08 de agosto 1964, casou-se com Raymond Blanco, treinador de futebol e educador. Ela possui quatro filhas: Karmen, Monique, Nicole e Pilar e dois filhos: Ray e Ben.
Antes de ser eleita como governadora, exerceu o cargo de deputada estadual de Lusiana entre 1984-1988. Em seguida, Kathleen foi eleita para um mandato de seis anos como comissária de Serviço Público em 1988 e foi reeleita em 1994.
Nas eleições de 2003, Blanco foi eleita governadora e derrotou o republicano Bobby Jindal por 52 a 48% dos votos. No seu governo, buscou diversificar a economia estadual, viajou para países como Cuba, China e Taiwan e priorizou os investimentos na educação. Kathleen enfrentou dificuldades para lidar com o desastre do Furacão Katrina. 
Em 2007, ela criticou o presidente George W. Bush pela gestão do Governo Federal no evento e afirmou que, Mississippi recebia mais repasses do governo, porque o governador era republicano. 
Devido a baixa popularidade ela anunciou que não concorreria a reeleição novamente. 
O ex-governador Bobby Jindal foi eleito no período entre 2008-2016. 